# Diálogo com Trifão

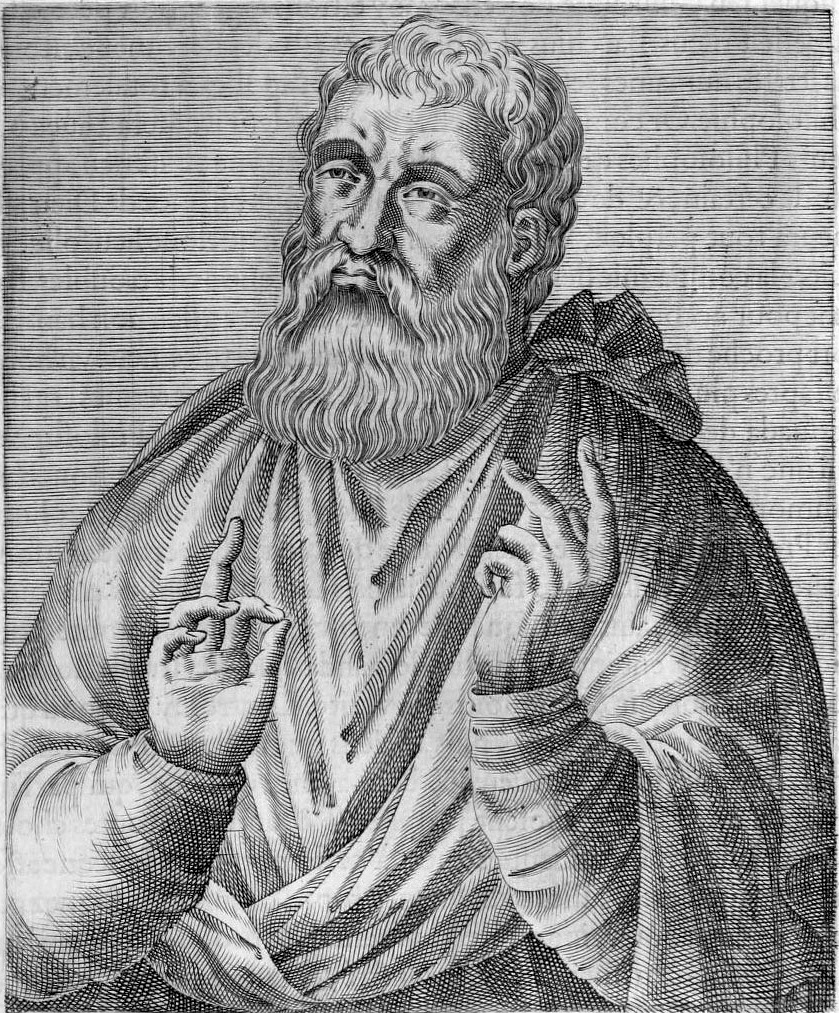
Justino Mártir

O Diálogo com Trifão, juntamente com a Primeira e a Segunda Apologia, é um texto apologético cristão do século II, geralmente datado entre 155-160 d.C. É visto como um documento das tentativas do teólogo Justino Mártir de mostrar que o cristianismo é a nova lei para todos os homens e de provar pelas Escrituras que Jesus é o Messias. 
O Diálogo utiliza o recurso literário de uma conversa intelectual entre Justino e Trifão, um judeu. A seção final propõe que os cristãos são o "verdadeiro" povo de Deus.

## Identidade de Trifão
A identidade de Trifão como Rabino Tarfon foi proposta, mas muitos estudiosos judeus não aceitam essa noção.  Em vez disso, eles consideram Trifão um personagem fictício inventado por Justino para seus propósitos literários.  

## Configuração e estrutura
O cenário é apresentado como um encontro casual entre Justino e Trifão em Éfeso. Justino tinha acabado se converter ao cristianismo a partir de uma formação filosófica e Trifão tinha acabado de fugir dos distúrbios na Judeia. 
Quando Justino sugere que Trifão se converta ao cristianismo, o diálogo se torna animado. Trifão critica os cristãos por vários motivos, e Justino fornece respostas a cada crítica. 
Na abertura do Diálogo, Justino relata sua busca vã entre os estóicos, peripatéticos e pitagóricos por um conhecimento satisfatório de Deus; sua descoberta nas ideias de Platão de asas para sua alma, com a ajuda das quais ele esperava atingir a contemplação da Divindade; e seu encontro na praia com um homem idoso que lhe disse que por nenhum esforço humano, mas somente pela revelação divina, essa bem-aventurança poderia ser alcançada, que os profetas haviam transmitido essa revelação ao homem e que suas palavras haviam sido cumpridas. Ele se certificou da veracidade disto por meio de sua própria investigação; e a vida diária dos cristãos e a coragem dos mártires o convenceram de que as acusações contra eles eram infundadas. Então ele procurou espalhar o conhecimento do cristianismo como a verdadeira filosofia.
Justino também acusa os judeus de serem cegos, seres carnais que não conseguem ver além do texto da lei religiosa: "'Pois os vossos ouvidos estão fechados, os vossos olhos estão cegos e o coração está endurecido', gritou Jeremias; mas nem assim ouvis. O Legislador está presente, mas vós não O vedes; aos pobres o Evangelho é pregado, os cegos veem, mas vós não entendeis. Agora tendes necessidade de uma segunda circuncisão, embora vos glorieis muito na carne."  Este conceito encontra a sua origem no Novo Testamento: Paulo escreve em 2 Coríntios 3,13-15 que "até ao dia de hoje, sempre que Moisés é lido, um véu está posto sobre as suas mentes; mas quando alguém se converte ao Senhor, o véu é removido." 
No Diálogo, Justino também escreveu: "Pois eu escolho seguir não homens ou doutrinas de homens, mas Deus e as doutrinas [entregues] por Ele. Pois se você caiu com alguns que são chamados cristãos, mas que não admitem isso [verdade], e se aventuram a blasfemar o Deus de Abraão, e o Deus de Isaque, e o Deus de Jacó; que dizem que não há ressurreição dos mortos, e que suas almas, quando morrem, são levadas para o céu; não imagine que eles sejam cristãos."  Esta passagem é às vezes citada como evidência de que a igreja primitiva subscreveu a doutrina do sono da alma, embora alguns afirmem que a ênfase de Justino está em dizer que a negação da ressurreição dos mortos é o que os torna não cristãos, especialmente considerando que ele afirma que "mesmo após a morte as almas estão em um estado de sensação" no Capítulo 18 de sua Primeira Apologia. 
Na sua edição crítica (com tradução francesa), Philippe Bobichon demonstra a natureza particular deste texto, igualmente influenciado pelo pensamento grego e rabínico. 

## Datação
Como o texto menciona Primeira Apologia de Justino Mártir, escrita em algum momento entre 150-155 d.C., o Diálogo com Trifão deve ter sido escrito depois dela. Foi sugerido que a data de autoria foi escrita em algum lugar entre 155-167,  com alguns estudiosos favorecendo 155-160,   ou mesmo uma data mais específica, c. 160. 

## Autenticidade
O Diálogo com Trifão e as duas Apologias são universalmente aceitos pelos estudiosos como obras autênticas de Justino. Embora tenham sido preservados apenas na Sacra parallela, eram conhecidos por Taciano, Metódio do Olimpo e Eusébio, e sua influência pode ser rastreada em Atenágoras, Teófilo de Antioquia, o Pseudo-Melito e especialmente Tertuliano. Eusébio fala de duas Apologias, mas ele as cita como uma só, o que de fato são em substância. A identidade da autoria é apoiada não apenas pela referência no capítulo 120 do Diálogo à Apologia, mas pela unidade de tratamento. Zahn mostrou que o Diálogo foi originalmente dividido em dois livros, que há uma lacuna considerável no capítulo 74, bem como no início, e que provavelmente é baseado em uma ocorrência real em Éfeso, sendo empregada a personalidade do rabino Tarfon, embora de forma helenizada.